# Рогоза Наталія Миколаївна
Наталія Миколаївна Рогоза (справжнє прізвище: Калачук; нар. 5 січня 1986, Андрушівка, Житомирська область, Українська РСР) — українська акторка. Племінниця відомого українського кіносценариста Юрія Рогози.

## Життєпис
Наталія Рогоза (Калачук) народилася 5 січня 1986 року в місті Андрушівка Житомирська область. У 2000 році переїхала в Київ. 
У 2005 році закінчила естрадно-цирковий коледж (артист естради), вокальне відділення. У тому ж році вступила в КНУКіМ. У 2007 році закінчила його. 
У кіно вперше знялася відразу в головній ролі в українському телесеріалі «Зцілення коханням». 
Нині мешкає та працює в Москві.

## Фільмографія
- 2005 — «Зцілення коханням» — Марія Микитенко
- 2005 — «Присяжний повірений» — Катерина Шмідт
- 2006 — «Все включено» — Лія
- 2008 — «Осінній вальс» — Аліна Жданько
- 2009 — «Кармеліта. Циганська пристрасть» — Діна Боєва
- 2010 — «Інститут шляхетних дівчат» — Жюлі
- 2010 — «Метод Лаврової» — Юлія Полєсова, менеджер
- 2011 — «Мисливці за діамантами» — внучка Голованова